# Polarizzazione dei macrofagi
La polarizzazione dei macrofagi è un processo mediante il quale i macrofagi assumono differenti programmi funzionali in risposta a segnali provenienti dal loro microambiente. Questa caratteristica è connessa con i multipli ruoli che svolgono nell'organismo: sono potenti cellule effettrici del sistema immune innato, ma sono anche importanti nella rimozione dei detriti cellulari, nello sviluppo embrionale e nella riparazione tissutale.
Da una semplificata classificazione, il fenotipo dei macrofagi è stato diviso in 2 gruppi: M1 (macrofagi classicamente attivati) e M2 (macrofagi alternativamente attivati). Questa ampia classificazione è basata su studi in vitro, nei quali i macrofagi coltivati sono trattati con molecole che stimolano il loro fenotipo a passare ad uno stato particolare. In aggiunta a stimoli chimici, è stato mostrato che la rigidità del substrato sottostante su cui cresce un macrofago può dirigere lo stato di polarizzazione, ruoli funzionali e la modalità di migrazione. Un continuum di polarizzazione M1-M2 potrebbe verificarsi anche in assenza di citochine polarizzanti e con differenze nella rigidità del substrato. I macrofagi M1 sono stati descritti come tipi pro-infiammatori, importanti nel rivolgere le difese dell'ospite contro i patogeni, come la fagocitosi e la secrezione di citochine pro-infiammatorie e di molecole microbicide. I macrofagi M2 sono stati descritti per avere una funzione piuttosto opposta: risolvere la fase risolutiva dell'infiammazione e la riparazione dei danni tissutali. In seguito, studi più ampi in vitro ed ex vivo hanno mostrato che i fenotipi dei macrofagi sono molto più diversi, sovrapponendosi gli uni agli altri in termini di espressione genica e funzioni, rivelando che questi tanti stati ibridi formano un continuum di stati di attivazione che dipendono dal microambiente. In aggiunta, in vivo, vi è una grande diversità nel profilo dell'espressione genica tra le differenti popolazioni di macrofagi tissutali. Lo spettro di attivazione dei macrofagi è quindi considerato più ampio. La diversità dei fenotipi dei macrofagi continua ancora ad essere caratterizzata completamente in vivo. 

## Macrofagi M1
I macrofagi classicamente attivati (M1) furono denominati da G. B. Mackaness nel 1960. L'attivazione degli M1 in vitro è provocata dal trattamento con i ligandi TLR come il lipopolisaccaride batterico (LPS), tipico dei batteri Gram negativi e l'acido lipoteico (LTA), tipico dei batteri Gram positivi, il fattore stiomolante colonie dei granulociti e macrofagi (GM-CSF) o combinazioni di LPS e interferon-gamma (IFN-γ). Analogamente in vivo, i macrofagi classicamente attivati compaiono in risposta alla produzione di IFN-γ da parte dei linfociti Th1 o delle cellule natural killer (NK), e del fattore di necrosi tumorale (TNF), prodotto dalle cellule presentanti l'antigene (APCs).
I macrofagi M1 attivati esprimono fattori trascrizionali come il fattore di regolazione dell'interferone (IRF5), fattore nucleare kappa B (NF-kB), proteina attivatrice (AP-1) e STAT1. Questo porta ad aumentare la capacità microbicida e ad alti livelli di secrezione di citochine pro-infiammatorie: ad esempio IFN-ᵞ, IL-1, IL-6, IL-12, IL-23 e TNFα. Inoltre, per aumentare la loro capacità di uccidere patogeni, producono maggiori quantità di chemochine chiamate specie reattive dell'ossigeno (ROS) e radicali liberi dell'azoto (causati dalla sovraregolazione dell'ossido nitrico sintasi iNOS). Grazie alla loro abilità di combattere i patogeni, i macrofagi M1 sono presenti durante malattie infettive acute. Diversi studi hanno mostrato che le infezioni batteriche inducono la polarizzazione dei macrofagi verso il fenotipo M1, con conseguente fagocitosi e uccisione intracellulare di batteri in vitro e in vivo. Per esempio, Listeria monocytogenes, un batterio Gram positivo che causa listeriosi è dimostrato indurre la polarizzazione M1, così come Salmonella typhi (l'agente eziologico della febbre tifoide) e Salmonella typhimurium (che cauca la gastoenterite), che hanno dimostrato indurre la polarizzazione dei macrofagi M1 dell'uomo e del topo. I macrofagi sono polarizzati mediante il profilo M1 durante la prima fase dell'infezione causata da Mycobacterium tubercolosis, così come altre specie microbatteriche come Mycobacterium ulcerans (che causa l'ulcera del Buruli) e Mycobacteriu avium.
Un controllo improprio e precoce della risposta infiammatoria mediata dai macrofagi M1 può portare alla distruzione della normale omeostasi di tessuti e ostacolare la riparazione vascolare. Una incontrollata produzione di citochine pro-infiammatorie durante l'infiammazione può portare alla formazione di una cascata di citochine, così da contribuire alla patogenesi di gravi sepsi. Per contrastare la risposta infiammatoria, i macrofagi vanno in apoptosi o polarizzano in un fenotipo M2 per proteggere l'ospite da una lesione eccessiva.

## Macrofagi M2
I macrofagi alternativamente attivati (M2) furono scoperti agli inizi degli anni 90 e chiamati così secondo la risposta anti-infiammatoria cellulo-mediata Th2 precedentemente scoperta. I macrofagi M2 risolvono l'infiammazione, aiutando la guarigione dei tessuti, tollerano gli antigeni self e alcuni neoantigeni (per esempio cellule apoptotiche, cellule simbionte, gameti e cellule dell'embrione nell'utero). I macrofagi M2 perciò governano funzioni all'interfaccia dell'immunità, sviluppo dei tessuti e turnover, metabolismo e signaling endocrino. È stato dimostrato in vitro che il trattamento dei macrofagi con IL-4 e IL-13 porta all'inibizione dei segnali pro-infiammatori e alla sovraregolazione del recettore del mannosio CD206. Ulteriori studi hanno mostrato che la polarizzazione degli M2 potrebbe essere indotta attraverso diversi segnali di attivazione portando infatti a differenti fenotipi M2 con ruoli diversi. È stato per primo suggerito che i macrofagi M2 possono essere divisi in due gruppi: magrofagi regolatori e macrofagi di guarigione delle ferite. I primi sono stati descritti per avere proprietà anti-infiammatorie, le quali sono importanti nelle fasi risulutive dell'infiammazione, producendo la citochina immunosoppressiva IL-10. La differenziazione verso il fenotipo dei macrofagi regolatori potrebbe essere innescato da complessi immuni, prostaglandine, cellule apoptotiche e IL-10. D'altra parte, è stato dimostrato che i macrofagi di guarigione delle ferite producono IL-4 e sovraregolano l'attività dell'arginina, la quale è un enzima iscritto alla produzione di poliamine e collagene, perciò rigenerando il tessuto danneggiato.
Ulteriori ricerche sui sottotipi M2 portarono ad avere più complessi di sistematizzazione, dove gli autori descrivono i sottotipi M2a, M2b e M2c. I macrofagi M2 sono attivati da IL-4 e IL-13 i quali provocano l'espressione sovraregolata dell'arginasi-1, del recettore del mannosio MRc1 (CD206), presentazione dell'antigene mediante il sistema MHC II e produzione di IL-10 e TGF-β, portando alla rigenerazione del tessuto e all'internalizzazione di proteine pro-infiammatorie per prevenire la risposta infiammatoria. I macrofagi M2b producono IL-1, IL-6, IL10, TNF-α come risposta al complesso immune o al LPS, portando all'attivazione delle cellule Th2 e all'attività anti-infiammatoria. I macrofagi M2c sono attivati da IL10, fattore di crescita trasformante beta (TGF-β) e glucocorticoidi, e produzione di IL10 e TGF-β, portando alla soppressione della risposta infiammatoria. Alcuni autori fanno riferimento all'attivaizione del sottotipo M2d come ad una risposta a IL-5 e adenosine, e questi macrofagi sono anche chiamati come macrofagi associati al tumore (TAM).
Sebbene lo stato di attivazione degli M2 coinvolge popolazioni eterogenee di macrofagi, alcuni marcatori sono coindivisi dai due sottotipi, quindi la ristretta divisione dei macrofagi nei sottotipi non è possibile finora. Nel topo, i marcatori CD206 o il recettore del mannosio possono essere usati per differenziare gli M2 dagli M1. In aggiunta, la traslazione in vivo di queste suddivisioni M2 è difficile.

## Continuum di stati polarizzati di macrofagi
Molto rimane da imparare circa gli stati di attivazione dei macrofagi polarizzati e il loro ruolo nella risposta immune. Poiché non vi è una rigida barriera tra i fenotipi di macrofagi descritti e che i marcatori noti sono espressi da più di uno di questi stati di attivazione, è impossibile finora classificare i sottotipi di macrofagi in modo appropriato e preciso. Perciò le loro differenze sono piuttosto considerate come un continuum di stati funzionali senza confini chiari. Inoltre, è stato osservato che gli stati dei macrofagi cambiano durante il corso del tempo dell'infiammazione e della malattia. Questa plasticità del fenotipo dei macrofagi ha aggiunto confusione circa l'esistenza di singoli sottotipi di macrofagi in vivo.